# Bligny-sur-Ouche
 Bligny-sur-Ouche  es una población y comuna francesa, en la región de Borgoña, departamento de Côte-d'Or, en el distrito de Beaune. Es el chef-lieu y mayor población del cantón de Bligny-sur-Ouche.

## Demografía
| 751 | 750 | 719 | 765 | 745 | 750 |
| Para los censos de 1962 a 1999 la población legal corresponde a la población sin duplicidades (Fuente: INSEE [Consultar]) |     |     |     |     |     |